# Женевский талер
Женевский талер (фр. Thaler) — денежная единица кантона Женева до 1794 года, в 1795—1798 и в 1817—1839 годах.

## История
Монетный двор в Женеве открыт при Каролингах, в VIII веке. Затем в Женеве чеканились монеты епископов Женевы, графов Женевы и Савойского герцогства. В 1530 году Савойя признала независимость Женевы, которая продолжила чеканку монет теперь уже в качестве независимого государства.
Денежная система Женевы со временем менялась. В XVII веке талер был равен 12 флоринам 9 солям, флорин = 12 солей, соль = 4 кварта = 12 денье, 35 флоринов = 1 пистоль.
В XVII веке чеканились монеты:
- медные: 1, 2 денье;
- биллонные: 3, 4, 6, 8, 9, 18 денье, 1, 3, 6 солей;
- серебряные: 6 денье, 3, 4, 6, 8, 10, 12, 24 соля, 1⁄16, 1⁄4, 1⁄2, 1 талер;
- золотые: экю-пистоль, квадрупль-экю-пистоль; небольшим тиражом чеканились также золотые 3 денье и 1 соль; в качестве торговых монет чеканились дукат и 2 дуката.

Чеканка медных денье была прекращена в 1609 году.
В 1701—1791 годах чеканились монеты:
- биллонные: 6, 9 денье, 1, 3, 6 солей;
- серебряные: 6, 9, 18 денье, 1, 3, 6, 101⁄2, 21 соль, талер;
- золотые: 1, 3 пистоля; небольшим тиражом чеканились также золотые 6 денье, 3, 101⁄2 солей.

В 1791 году чеканка была приостановлена.
В 1792 году в Женеве произошла революция, в 1794 году революционное правительство объявило о введении новой денежной единицы — женевуаза, в том же году была начата чеканка новых монет, однако уже в следующем, 1795 году, чеканка женевуазов была прекращена и возобновлена чеканка монет по старой монетной системе.
В 1795—1798 годах чеканились монеты:
- медные: 6 солей;
- биллонные: 6 денье, 1 соль — 6 денье, 3, 6 солей;
- серебряные: талер[4].

В 1798 году была провозглашена Гельветическая республика. В том же году была введена единая денежная единица — франк Гельветической республики, чеканка монет Женевы и других кантонов была прекращена. Акт посредничества от 19 февраля 1803 года прекратил существование Гельветической республики. Кантоны получали существенную самостоятельность, в том числе вновь могли чеканить собственную монету. Женева возобновила чеканку собственных монет в 1817 году.
В 1817—1833 годах чеканились биллонные и серебряные монеты в 6 денье, 1 и 11⁄2соля. В 1833 году чеканка монет по талеровой системе была прекращена.
Банкноты кантона в талерах не выпускались.
В 1839 году была введена новая денежная единица кантона — женевский франк.